# Corsica Nazione
Corsica Nazione (en idioma español "Nación de Córcega") es una alianza política que reivindica el nacionalismo corso, fundada en 1992 bajo los auspicios de A Cuncolta Naziunalista, incluidos Accolta Naziunale Corsa (ANC), Unione di u populu corsu (UPC), les Verts corses, I Verdi Corsi y Per u paese, desaparecido en 2004. Su líder es el abogado Jean-Guy Talamoni.
Corsica Nazione lucha "para que la comunidad nacional corsa controle su desarrollo económico, social y cultural".
En febrero de 2009, este partido se fusionó con otros en el nuevo partido Corsica Libera.